# Bjärred
Bjärred – miejscowość (tätort) w południowej Szwecji, w regionie administracyjnym (län) Skania. Druga pod względem zaludnienia miejscowość (tätort) gminy Lomma.
Miejscowość położona jest w południowo-zachodniej części prowincji historycznej (landskap) Skania, ok. 10 km na zachód od Lund i ok. 20 km na północ od centrum Malmö nad zatoką Lommabukten (część Öresundu). Na wschód i północny wschód od Bjärred przebiega droga E6/E20.
Bjärred rozwinął się pod koniec XIX wieku jako miejscowość wypoczynkowa. Istniało tam kąpielisko morskie, z którego korzystali przede wszystkim mieszkańcy Malmö oraz Lund. W 1901 Bjärred zostało połączone z Lund linią kolejową, która została zamkniętą w 1940. Jedną z atrakcji turystycznych Bjärred jest liczące ponad 500 m molo spacerowe (Långa bryggan), jedno z najdłuższych w Szwecji.
W 2010 Bjärred liczył 9542 mieszkańców.